# Појнт Клир (Алабама)
Појнт Клир (енгл. Point Clear) насељено је место без административног статуса у америчкој савезној држави Алабама.

## Демографија
По попису из 2010. године број становника је 2.125, што је 249 (13,3%) становника више него 2000. године.
| Група             | 2000.         | 2010.         |
| Белци             | 1.050 (56,0%) | 1.244 (58,5%) |
| Афроамериканци    | 801 (42,7%)   | 841 (39,6%)   |
| Азијати           | 3 (0,2%)      | 12 (0,6%)     |
| Хиспаноамериканци | 11 (0,6%)     | 20 (0,9%)     |
| Укупно            | 1.876         | 2.125         |